# Шишкин, Алексей Геннадьевич
Алексей Геннадьевич Шишкин (род. 1965) — математик, доктор физико-математических наук, профессор кафедры автоматизации научных исследований факультета ВМК МГУ.

## Биография
Окончил московскую среднюю школу № 325, факультет вычислительной математики и кибернетики МГУ (1987), аспирантуру факультета ВМК (1990).
Защитил диссертацию «Математическое моделирование генерации тока в плазме ВЧ методами» (научный руководитель Д. П. Костомаров) на степень кандидата физико-математических наук (1990).
Защитил диссертацию «Математическое моделирование электродинамических процессов в плазменных установках» на степень доктора физико-математических наук (2011).
В Московском университете работает с 1990 года в должностях: младший научный сотрудник (1990–1992), научный сотрудник (1992–1996), старший научный сотрудник (1996–2012), ведущий научный сотрудник (с 2012) кафедры автоматизации научных исследований.
Лауреат конкурса молодых учёных МГУ (1997).
Область научных интересов: математическое моделирование в физике плазмы, управляемый термоядерный синтез, газовые разряды, плазменная стерилизация медицинских инструментов и материалов, применение адаптивных методов для анализа сигналов различного рода, использование современных информационных технологий в научных исследованиях.
Автор 5-и книг и более 130 научных статей.